# Otto Fredrik Wetterhoff
Otto Fredrik Wetterhoff, född 8 april 1755, död 17 oktober 1808 i Kalajoki, var en finländsk militär och skriftställare. 
Wetterhoff utsågs till fänrik 1775 och tjänstgjorde som kapten och major i Karelen under Gustav III:s ryska krig 1788–1790. Han deltog även i finska kriget 1808–1809 som överstelöjtnant och kommendör.  
Wetterhoff publicerade skrifterna Förslag till bättre proviantering af de finska trupperna (1797) och Om Karelens eller östra gränsens försvar (1804) samt Tankar om Tavastlands upphjälpande genom fabriker och manufakturer (1807).
Han var son till kapten Anders Georg Wetterhoff och Ulrika Stjernvall. År 1794 ingick han äktenskap med Sofia Furuhjelm (1768-1835).